# Paname (chanson)
Pour les articles homonymes, voir Paname.
Pistes de Paname
Merde à Vauban
Paname est une chanson de Léo Ferré, parue sur l'album éponyme publié par Barclay, en 1960, puis en 45 tours en janvier 1961. Elle est considérée comme un classique des chansons sur Paris. Elle fut réenregistrée dans une version stéréo sur l'album "Léo Ferré Chante En Multiphonie-Stéréo" Barclay 1965) 

## Forme
Paroles et musique sont de Léo Ferré.

## Enregistrement

### Production
- Arrangements et direction musicale : Paul Mauriat
- Prise de son : Gerhard Lehner
- Production exécutive : Jean Fernandez

## Reprises
Cette chanson a été interprétée par Catherine Sauvage (1961), Juliette Gréco (1962), Yuri Buenaventura (2015) et Annick Cisaruk (2016), entre autres.